# Balbina Rzymska
Balbina Rzymska (zm. ok. 130 w Rzymie) – męczennica wczesnochrześcijańska, święta Kościoła katolickiego.
Była córką rzymskiego trybuna wojskowego św. Kwiryna, prawdopodobnie męczennika w czasach panowania Hadriana (117–138). Została ochrzczona, jak wcześniej jej ojciec, przez papieża Aleksandra I (109–116).
Balbina miała odnaleźć okowy św. Piotra i podarować je Teodorze, siostrze Hermesa. Opisują to Acta et vita s. Alexandrini oraz Passio s. Hermetis , współcześnie uważane za utwory legendarne, pozbawione historycznego znaczenia .
Miała ponieść śmierć męczeńską za wiarę wraz z Kwirynem, albo też wg innej wersji zmarła śmiercią naturalną. Została pochowana obok ojca w katakumbach św. Pretekstata przy Via Appia. Później jej relikwie zostały przeniesione do rzymskiej bazyliki pod wezwaniem świętej na Awentynie. Również cmentarz nosił jej imię.
Jej wspomnienie liturgiczne obchodzone jest 31 marca.